# 붓순나무
붓순나무는 한국, 중국, 일본, 아메리카 대륙에 분포하는 상록소교목이다.

## 이름

식물원에 있는 붓순나무

붓순나무를 가시목이라고도 한다.

## 특징
높이 3-5m이며 잎은 어긋나고 가장자리가 밋밋하며, 잎맥은 뚜렷하지 않다. 3-4월에 엷은 황백색의 꽃이 핀다. 꽃잎과 수술은 대개가 나선모양으로 배열하고, 암술은 8개 정도가 돌려난다. 열매는 골돌로서 바람개비처럼 배열하고, 각각 1개씩의 씨가 있다. 잎과 가지는 향기가 있어 약용 또는 향료로 이용되나 씨는 독성이 강하다. 재목은 치밀하고 거의 잘 갈라지지 않아 건축재로 많이 쓰인다.